# Língua siona
A língua Siona (também conhecido como Sioni, Pioje, Pioche-Sioni, Ganteyabain, Ganteya, Ceona, Zeona, Koka, Kanú) é uma língua Tucana falada na Colômbia e no Equador.
Em 2013, Siona era falada por cerca de 550 pessoas. dos povos Siona e Teteté.
O dialeto Teteté (Eteteguaje) está extinto.
Siona

## Fonologia
Vogais
Existem 6 vogais orais e seis vogais nasais. Apenas vogais nasais ocorrem ao lado de uma consoante nasal /m/ ou /n/.
|         | Posterior | Central | Anterior |
| Fechada | i ĩ       | ɨ ɨ̃     | u ũ      |
| Medial  | ɛ æ̃       |         | o õ      |
| Aberta  |           | a ã     |          |

Consoantes
Existem duas séries de consoantes obstruentes. Ambas muitas vezes produzem um atraso perceptível antes do início da seguinte vogal: a série 'fortis' (escrita  è k kw sh hw ) tende a ser aspirada, com uma transição ruidosa para o vogal, enquanto a série 'lenis' (escrita  bdg gw 'z' '), opcionalmente sonora, é glotalizada, com uma transição silenciosa para a vogal, que por sua vez tende a ser laringealizada. A goltal oclusiva é fraca e perceptível principalmente no efeito de laringalização que tem nas vogais adjacentes.
|                | bilabial | alveolar    | pre-palatal | velar   | Velar labializada | glotal |
| Plosiva surda  | pʰ       | t̪ʰ          | tʃʰ         | kʰ      | kʷʰ               |        |
| Plosiva sonora | pˀ ~ bˀ  | ʈˀ ~ ɖˀ ~ ɾ |             | kˀ ~ ɡˀ | kʷˀ ~ ɡʷˀ         | ʔ      |
| Fricativa      |          | s ; sˀ ~ zˀ |             |         |                   | h ; hʷ |
| Oclusiva nasal | m        | n           |             |         |                   |        |
| Semivogal      |          |             | j ~ ɲ       |         | w                 |        |

/ʈˀ/ é percebida como [ɾ] entre vogais /j/ e percebida como [ɲ] junto a vogais nasais.
Tonicidade
A tonicidade é obrigatória em todos os verbos, palavras raiz e alguns sufixos. Ele desaparece quando a sílaba não é o núcleo de uma palavra fonológica. Alguns morfemas monossílabos têm formas tônicas e não tônicas. Embora a posição da tonicidade dentro de uma palavra não seja contrastiva, a alofonia vocal e consonantal depende de uma sílaba ser enfatizada. Vogais tônicas iniciais seguidas por vogais não tensas são longas e têm um tom em queda.